# لامبر سیتی (پنسیلوانیا)
لامبر سیتی (به انگلیسی: Lumber City) یک منطقهٔ مسکونی در ایالات متحده آمریکا است که در شهرستان کلیرفیلد، پنسیلوانیا واقع شده‌است. لامبر سیتی ۷٫۵ کیلومتر مربع مساحت و ۷۶ نفر جمعیت دارد و ۳۷۱٫۸۶ متر بالاتر از سطح دریا واقع شده‌است.